# الكاميرا الغامضة (مجلة)
مجلة الكاميرا الغامضة هي مجلة نسوية تهتم بالثقافة ودراسات الإعلام نشرتها مطبعة جامعة ديوك. وتُصدر المجلة ثلاث مرات في السنة، حيث تركز على «ارتباطات الجنس والعرق والطبقة والجنس بالثقافة السمعية البصرية والتاريخ الجديد ونظريات الأفلام والتلفزيون والفيديو والوسائط الرقمية والمناهج السياسية المشاركة في مجموعة من وسائل الإعلام.» أسست المجلة في عام 1976، من قِبَل أربعة من طلاب الدراسات العليا في جامعة كاليفورنيا ببيركلي: جانيت بيرجستروم وساندي فليترمان وإليزابيث ليون وكونستانس بينلي. وقد التقى المؤسسون الأربعة أثناء عملهم في مجلة النساء والسينما.
وركزت المجلة في سنواتها الأولى على الفيلم كموضوع للتحليل، وسعت إلى استخدام «مناهج جديدة في النظرية النسوية والثقافية والنقدية لإعادة التفكير في السينما، واستخدام السينما بشكل خاص إعادة التفكير في النسوية والنظرية النقدية». في عام 1995، تم تغيير العنوان الفرعي للمجلة من«مجلة النسوية والنظرية السينمائية» إلى«النسوية والثقافة والدراسات الإعلامية» لتعكس أن مصالحها تطورت إلى ما وراء النظريات السيميائية والتحليلية النفسية لتشمل مقاربات مثل التحليلات التاريخية والصناعية، والنماذج الإثنوغرافية وقبولها في المجتمع، وتحليل العرق والإثنية، ونظرية ما بعد الاستعمار ونقد الإمبراطوريات، والدراسات الغريبة وعبر الحدود.
تضمنت مجلة الكاميرا الغامضة مقالات المساهمين مثل إيفون رينر وشانتال أكرمان وريموند بيلور وكريستيان ميتز وجان فرانسوا ليوتار ومارغريت دوراس وماري آن دواني وكاجا سيلفرمان ولورا مولفي وترينه مينه-ها وكونستانس بينلي وإي آن كابلان.